# 克拉特西波麗絲
克拉特西波麗絲（希臘語：Kρατησίπoλις ，前4世紀人物），是馬其頓帝國攝政波利伯孔之子亞歷山大的妻子。她在當時以美貌、才能、活力聞名。
前314年，克拉特西波麗絲的丈夫亞歷山大在西库翁被人謀殺，軍隊群龍無首，然而克拉特西波麗絲因待人仁慈而深受士兵歡迎，軍隊並沒有潰散。而西库翁人認為一個女人能有什麼作為，認為可以輕易擊敗她，他們發動騷動打算驅除西库翁的駐軍尋求獨立。但克拉特西波麗絲迅速鎮壓叛亂，並把十三位地方有利人士給釘死在十字架上，她牢牢掌握這座城市，並繼續向馬其頓卡山德輸誠。
前308年的時候，克拉特西波麗絲受到埃及的統治者托勒密所誘，她打算帶著科林斯和西库翁等地區叛離卡山德，並加入托勒密陣營，然而因為她的科林斯駐軍不願打算叛變，於是克拉特西波麗絲把一支托勒密的部隊偽裝成自己從西库翁所發的增援部隊，進入科林斯並控制該城。克拉特西波麗絲的叛離使得除了雅典外卡山德在希臘的據點全都喪失。隨後，托勒密失敗後克拉特西波麗絲退往亞該亞的帕特雷，並在那生活一陣子。
安提柯之子德米特里在前307年率軍來到希臘，並在克拉特西波麗絲處雙方進行一場著名的會面，因為這兩人都對對方顯赫的名聲所互相吸引。